# Gemma Escapa
Gemma Escapa García (Portugalete, 23 de enero de 1965) fue vicedecana del Ilustre Colegio de la Abogacía de Bizkaia desde 2012 hasta 2016. Desde 2001 es profesora del máster de menores en situación de conflicto y/o desprotección social en la Universidad de Deusto.

## Trayectoria
Nació el 23 de enero de 1965 en Portugalete. Curso sus estudios primarios en el Colegio Ntra. Sra del Carmen y los secundarios en el Instituto Zunzunegui. Posteriormente, estudió Derecho en la Universidad de Deusto, ejerciendo desde 1989 como abogada. Desde 2001 es profesora de la Universidad de Deusto en el Máster Universitario de Menores en situación de conflicto y/o desprotección social.
Es integrante del servicio jurídico de Cáritas Bizkaia sumando funciones de asesoría y formación al voluntariado desde 1990; y de la Escuela de Práctica jurídica de ICASV desde 2011 en el Área penal y violencia de género. Es miembra de comisiones de mujeres letradas, cooperación Internacional y educación para el desarrollo, compatibilizándolo con turno de oficio.
Su dedicación profesional principal es la asesoría jurídica y tribunales de familia, menores y violencia de género. Así mismo, ha participado en diferentes foros y ponencias formativas y de divulgación en áreas de trabajo social e intervención social y centro de mayores. Y forma parte de la AVAIM (Asociación Vasca contra Infancia Maltratada) y de la Asociación de Amigos de la Basílica de Santa María de Portugalete.

## Premios y reconocimientos
- En el 2019 se le ha concedido el XI Galardón "Noble Villa del Portugalete" a la Promoción del Voluntariado.[10][11]